# Корнєєв Микола Іванович
Мико́ла Іва́нович Корнє́єв (15 грудня 1923, місто Горлівка, тепер Донецької області — 11 червня 1996) — український радянський діяч, прокурор Кримської області, заслужений юрист Української РСР.

## Життєпис
Народився в родині шахтаря. У 1941 році закінчив середню школу.
У серпні 1941 — липні 1946 року — в Червоній армії. Навчався у військово-авіаційному училищі, учасник німецько-радянської війни.
У 1946 році — судовий виконавець народного суду. У 1946—1949 роках — слідчий районної прокуратури, в 1949—1954 роках — прокурор слідчого відділу прокуратури Сталінської області.
Член КПРС з 1952 року.
У 1954—1957 роках — начальник слідчого відділу, в 1957—1964 роках — перший заступник прокурора Сталінської (Донецької) області.
У 1958 році закінчив заочно Харківський юридичний інститут.
У липні 1964 — липні 1984 року — прокурор Кримської області.
Потім — на пенсії.

## Звання
- старший лейтенант юстиції
- державний радник юстиції 3 класу

## Нагороди
- орден Трудового Червоного Прапора
- орден «Знак Пошани»
- ордени
- медалі
- заслужений юрист Української РСР (1973)
- почесний працівник прокуратури (1981)